# Merritt Roe Smith
Pour les articles homonymes, voir Smith.
Merritt Roe Smith (né le 14 novembre 1940) est un historien américain. Il est professeur Leverett et William Cutten en histoire de la technologie au Massachusetts Institute of Technology.

## Biographie
Smith est diplômé de l'université de Georgetown et de l'université d'État de Pennsylvanie, où il obtient un doctorat.

## Travaux
Ses recherches portent sur l'histoire de l'innovation technologique et du changement social. Il écrit une monographie sur la technologie et la guerre civile américaine.

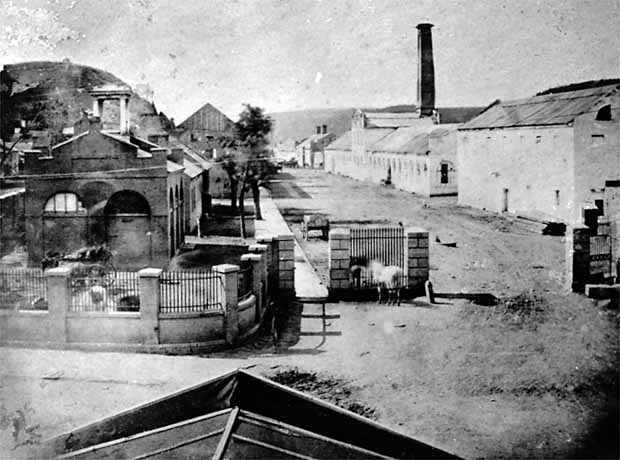
Armurerie militaire Harpers Ferry en 1862.

Dans les années 1970, Smith apporte une large contribution à notre compréhension de la manière dont l'interchangeabilité des pièces mécaniques allaient depuis le concept jusqu'à la réalisation. Il a pu sauvegarder le travail remarquable de l'armurier John Hall de Harpers Ferry Armory et le sortir de l'obscurité. De 1815 à 1834, Hall a combiné tous les progrès précédents dans le domaine de la standardisation industrielle avec une conception brillante des machines et un management efficace des équipes afin de réaliser l'objectif longuement désiré d'une vraie interchangeabilité des pièces. Le modèle innovant de Hall, l'US Rifle Model 1819, était le premier produit en grande quantité dont les composants pouvaient être librement échangés avec un autre et continuer de fonctionner. De précédents historiens de l'industrie ont souvent crédité Eli Whitney d'avoir perfectionné les pièces standardisées avant Smith,mais bien que Whitney ait apporté quelques progrès dans ce but, il a fini par abandonner et cesser l'effort. Les recherches de Smith sur le travail de Hall’ chez Harpers Ferry a replacé le fabricant du Maine à sa vraie position au sein du panthéon industriel. La technique de fabrication de Hallest devenue connue sous le nom du Système Américain, et de nos jours elle est devenue universelle. “Bien que reconnu par ses contemporains comme un contributeur majeur  au Système Américain,” écrit l'historien de l'industrie David Hounshell en 1984, “John H. Hall a échappé à l'attention des historiens modernes jusqu'à récemment. L'ouvrage de Merritt Roe Smith Harpers Ferry and the New Technology a fourni une étude remarquable des accomplissements de Hall”.
Un autre champ d'étude de Smith concerne le déterminisme technologique : Karl Marx est l'un des premiers penseurs à considérer que l'évolution technique détermine l'évolution des sociétés. Merritt Roe Smith écrit que « Marx, dans ses moments de simplification, affirmait que le féodalisme reposait sur les roues à eau et que les machines à vapeur donnèrent naissance tant aux usines qu'à la bourgeoisie. »

## Prix et distinctions
Merritt Roe Smith est nommé pour le prix Pulitzer 1977 en histoire. La même année il reçoit le Prix Frederick Jackson Turner (en).
En 1978 il reçoit le prix Pfizer décerné par l’History of Science Society en reconnaissance d'un livre exceptionnel sur l'histoire des sciences, pour son livre Harpers Ferry Armory and the New Technology: The Challenge of Change (Ithaca, N.Y./London: Cornell University Press, 1977),,.
En 1994 il est lauréat de la médaille Léonard de Vinci de la Société pour l'histoire de la technologie.
Smith est membre de l'Académie américaine des arts et des sciences et ancien président de la Society for History of Technology .

## Publications
- "Technology, Industrialization, and the Idea of Progress in America"
- "Industry, Technology, and the 'Labor Question' in 19th-Century America"
- Harpers Ferry Armory and the New Technology : The Challenge of Change, Cornell University Press, 1977, 363 p. (ISBN 978-0-8014-9181-8, lire en ligne) (réimpression 1980)
- Military Enterprise and Technological Change : Perspectives on the American Experience, MIT Press, 1985, 391 p. (ISBN 978-0-262-19239-2, lire en ligne)
- Merritt Roe Smith et Leo Marx (en), Does Technology Drive History? : The Dilemma of Technological Determinism, MIT Press, 1994, 280 p. (ISBN 978-0-262-69167-3, lire en ligne).
- Major Problems in the History of American Technology (1998), co-édité avec Gregory Clancey.
- Pauline Maier (en), Merritt Roe Smith, Alexander Keyssar (en), Daniel Kevles, Inventing America, W. W. Norton & Company, 2003 (ISBN 978-0-393-16814-3) (réimpression 2006)
- (en) Hugh G. J. Aitken (préf. Merritt Roe Smith), Scientific Management in Action : Taylorism at Watertown Arsenal, 1908–1915, Princeton, NJ, Princeton University Press, 1985 (1re éd. 1960), 269 p. (ISBN 978-0-691-04241-1, LCCN 84026462). Publié pour la première fois en 1960 par Harvard University Press. Réédité en 1985 par Princeton University Press, avec une nouvelle préface.